# Ariel Olivetti
Ariel Olivetti (Buenos Aires, 15 novembre 1967) è un fumettista argentino, meglio conosciuto per i suoi lavori su serie supereroistiche statunitensi come Daredevil, X-Men, Space Ghost e Punisher.
Olivetti ha studiato Disegno Grafico al college e i suoi primi lavori sono stati pubblicati sulla rivista argentina Fierro. Nel 1992 ha creato El Cazador de Aventuras.
Dal 1995 ha lavorato per la Marvel Comics e la DC Comics su serie come Sabretooth, Alpha Flight, What If?, JLA: Paradise Lost, Haven: The Broken City, Green Lantern e Legends of the Dark Knight.
Nel 2009 ha illustrato un paio di carte del gioco di carte collezionabili Magic: l'Adunanza, edito da Wizards of the Coast: il Mistico della Vite Intrecciata dell'espansione Conflux, e una versione promozionale del Desiderio Bruciante.